# 地糧 (歌曲)
地糧（日语： Chinokate */?）是日本的日系搖滾樂團Yorushika的歌曲。最早於2022年8月29日由日本環球音樂發行公布於各大平台上。

## 概述
此作為Yorushika的第十一個配信作品，並同時為繼又三郎、老人與海、向月吠叫、布萊梅和左右盲，為以文學為母題所創作的歌曲。此曲取材自法國作家安德烈·紀德的同名散文詩《地糧》，CD封面圖亦為加藤隆所做。此曲亦作為電視劇《魔法翻新》的主題曲使用，並在放映首日釋出此曲。

## 收錄
| 音樂配信 | 音樂配信 | 音樂配信 | 音樂配信 |
| 曲序     | 曲目     | 词曲     | 时长     |
| -------- | -------- | -------- | -------- |
| 1.       | チノカテ | n-buna   | 4:08     |
| 总时长： | 总时长： | 总时长： | 4:08     |